# Incidente del C-46 della Miami Airlines del 1951
Il 16 dicembre 1951, un Curtiss C-46 Commando di linea della Miami Airlines si schiantò nella città di Elizabeth, nel New Jersey, poco dopo il decollo dal vicino aeroporto di Newark. Tutte le 58 persone a bordo morirono. All'epoca, fu il secondo incidente aereo più mortale sul suolo statunitense, dopo il volo Northwest Orient Airlines 2501.

## L'aereo e gli occupanti
L'aereo coinvolto nell'incidente, registrato N1678M, era un Curtiss C-46F-1-CU Commando dell'aeronautica militare riconvertito in un aereo di linea commerciale. Aveva volato per la prima volta nel 1945 accumulando un totale di 4.138 ore di volo durante la sua carriera. Era alimentato da due motori Pratt & Whitney R-2800-51 Double Wasp. Gli occupanti dell'aereo sul volo dell'incidente erano 52 passeggeri e sei membri d'equipaggio, tra cui il capitano CA Lyons di Miami e Doris Ruby, un'intrattenitrice di night club di New York.

## L'incidente
Il C-46 della Miami Airlines si stava preparando per un volo passeggeri non-stop non programmato da Newark a Tampa. Dei due motori dell'aereo, quello destro impiegò più tempo ad avviarsi; le persone nelle vicinanze videro del fumo uscire continuamente da quel motore. Verso le 15:00 EST, il C-46 rullò verso la pista 28 ed è stato autorizzato al decollo alle 15:03. Subito dopo il decollo, tuttavia, dalla torre di controllo di Newark videro una scia di fumo bianco provenire dal lato destro dell'aereo. Il controllore di torre, preoccupato per il pericolo di un incendio, premette il pulsante di allarme dell'aeroporto. Anche un comandante della Miami Airlines che osservava il decollo da terra vide il fumo, ritenendo che fosse dovuto a un freno destro surriscaldato. Contattò la torre di controllo e chiese loro di avvisare l'equipaggio di tenere il carrello d'atterraggio abbassato o, se era già stato sollevato, di estenderlo nuovamente. La torre trasmise il suo avviso ai piloti del C-46, che confermò e avviò la procedura di abbassamento del carrello.
L'aereo continuò ad avanzare nella direzione in cui era decollato per una distanza di circa 4 miglia (6,4 km), guadagnando lentamente un'altitudine di circa 800-1.000 piedi (240-300 m). Durante tutto il percorso, il fumo peggiorò progressivamente; quando l'aereo raggiunse il punto delle quattro miglia, si potevano vedere fumo nero e fiamme vere e proprie che uscivano dalla parte inferiore della gondola del motore destro. Poco dopo che il carrello di atterraggio fu abbassato, una grande esplosione di fiamme eruttò da sotto la gondola destra. L'aereo si inclinò a sinistra con un angolo di circa 10 gradi e continuò in questa posizione per altre 4,5 miglia (7,2 km), perdendo gradualmente quota man mano che procedeva.
Mentre sorvolava la vicina città di Elizabeth, l'aereo, a un'altitudine stimata di soli 200 piedi (61 m), improvvisamente si schiantò durante una virata a sinistra di 90 gradi dalla quale non era possibile alcun recupero. Sebbene il capitano Lyons fosse riuscito a impedire all'aereo di colpire le strade, i condomini e un deposito ferroviario sottostanti, l'estremità dell'ala sinistra del C-46 colpì comunque il tetto a due falde di una casa vuota. L'aereo, ormai fuori controllo, si schiantò con il muso in avanti contro un deposito di mattoni a un piano di proprietà della Elizabeth Water Company prima di fermarsi sulle rive del fiume Elizabeth. Il carico di carburante dell'aereo si incendiò durante l'impatto, avvolgendo sia i resti dell'aereo che l'edificio di stoccaggio distrutto in un inferno di fiamme. I vigili del fuoco nelle vicinanze arrivarono subito sulla scena e spensero l'incendio dopo circa 17 minuti.
Il relitto dell'aereo si fermò in posizione capovolta e parzialmente sommerso in acque poco profonde. Tutti i 52 passeggeri e i sei membri dell'equipaggio a bordo dell'aereo morirono, mentre un'altra persona a terra rimase gravemente ferita.

## Conseguenze
Secondo il rapporto sull'incidente, i perni di fissaggio del cilindro numero 10 del motore destro cedettero, innescando l'incendio che alla fine fece precipitare il C-46.
L'incidente fu il primo di tre a Elizabeth, nel New Jersey, durante l'inverno del 1951-52. Poco più di un mese dopo, un Convair 240 della American Airlines si schiantò durante l'avvicinamento finale a Newark, uccidendo tutte le 23 persone a bordo e sette a terra. Meno di un mese dopo il secondo incidente, un DC-6 della National Airlines, sbatte contro un condominio, uccidendo 29 delle 59 persone a bordo e 4 persone a terra. L'aeroporto di Newark fu chiuso in seguito a quest'ultimo incidente, e rimase tale fino al 15 novembre 1952.
I tre incidenti successivi fornirono l'ispirazione alla scrittrice e residente di Elizabeth Judy Blume per il suo romanzo del 2015 In the Unlikely Event.